# Agapetus punctatus
Agapetus punctatus är en nattsländeart som beskrevs av Hagen 1859. Agapetus punctatus ingår i släktet Agapetus och familjen stenhusnattsländor. Inga underarter finns listade i Catalogue of Life.